# Timandra deleta
Timandra deleta är en fjärilsart som beskrevs av Hans Rebel 1910. Timandra deleta ingår i släktet Timandra och familjen mätare. Inga underarter finns listade i Catalogue of Life.